# 科瓦利 (亞沃里夫區)
50°0′31″N 23°21′45″E / 50.00861°N 23.36250°E
科瓦利（烏克蘭語：Ковалі），是烏克蘭的村落，位於該國西部利沃夫州，由亞沃里夫區負責管轄，始建於1724年，面積0.04平方公里，海拔高度233米，2001年人口54，人口密度每平方公里1,317.07人。